# Laura Pérez Castaño
Laura Pérez Castaño   (Barcelona, 27 de juny de 1982) és una política catalana, regidora a l'Ajuntament de Barcelona a les eleccions municipals de 2015 per la llista de Barcelona en Comú.

## Biografia
Ha estudiat periodisme i Cooperació Internacional amb el Desenvolupament. Ha treballat en estratègies de desenvolupament en turisme al Perú i a Bolívia, en municipalisme a l'Equador, en drets econòmics i polítics de les dones a Guatemala i a El Salvador, i en l'eliminació de la violència sexual a l'espai públic amb ONU Dones. Té un postgrau en Violència urbana amb perspectiva de gènere pel CEUR (Argentina) i té un màster en Estudis de Gènere, Dones i Ciutadania a la Universitat de Barcelona.
Entre 2015 i 2023  va ser la responsable de la regidoria de Feminismes i LGTBI a l'Ajuntament de Barcelona; on va destacar per la seva acció en els drets del col·lectiu de gais, lesbianes, bisexuals, transsexuals i intersexuals a través de mesures com el Pla per la diversitat sexual i de gènere, projectes com a «Diversitat en curt» per treballar els drets en l'àmbit escolar o el model d'acompanyament de persones trans. Ha adquirit el compromís de crear un gran Centre de Recursos LGTBI a Barcelona abans del 2019.
D'altra banda, el Pla per la Justícia de Gènere inclou mesures de polítiques feministes en diferents àmbits com la transversalitat del feminisme en la institució, la lluita contra la feminització de la pobresa, la bretxa salarial o la presència de les dones en l'àmbit de la cultura.
Així mateix, és Presidenta de la Xarxa Internacional Dones de Metropolis, on desenvolupa un pla de treball que té com a principals línies estratègiques: la transversalització del gènere, la creació de sinergies i la construcció de coneixement basats en els Objectius de Desenvolupament Sostenible (ODS) de la Nova Agenda Urbana.

Fins al maig de 2016, va ser la regidora del districte de Les Corts, amb l'entrada al govern municipal del PSC, passa a ser la regidora del districte de Sants-Montjuïc, càrrec que va mantenir fins al juny de 2019.